# Federal Express Flight 910
Federal Express (FedEx) Flight 910, en McDonnell Douglas DC-10-10F, är ett fraktflyg som 28 oktober 2016 under en flygning mellan  Memphis International Airport och  Fort Lauderdale-Hollywood International Airport råkade ut för en incident under landningen i Florida. Planet, vars landningsställ brast under landning, gled av banan och slog i vänster vinge och motor som båda fattade eld och totalförstördes. Ombord på planet var två besättningsmän som förblev oskadda.

## Olyckans förlopp
Flight 910 landade på landningsbana 10L klockan 17:50 lokal tid. Då gick vänstra landningsstället av, och planet fattade eld, och gled med full fart ner för landningsbanan. Till slut stannade planet vid staketet, brinnande. Båda besättningsmännen överlevde.  

## Flygplanet
Flygplanet (en DC-10) var byggt 1972 och blev ett fraktflyg för FedEx, år 1997. Det var 44 år gammalt när olyckan inträffade.

## Fotnoter